# Maccaffertium mediopunctatum
Maccaffertium mediopunctatum är en dagsländeart som först beskrevs av Mcdunnough 1926.  Maccaffertium mediopunctatum ingår i släktet Maccaffertium och familjen forsdagsländor. Inga underarter finns listade i Catalogue of Life.

## Bildgalleri

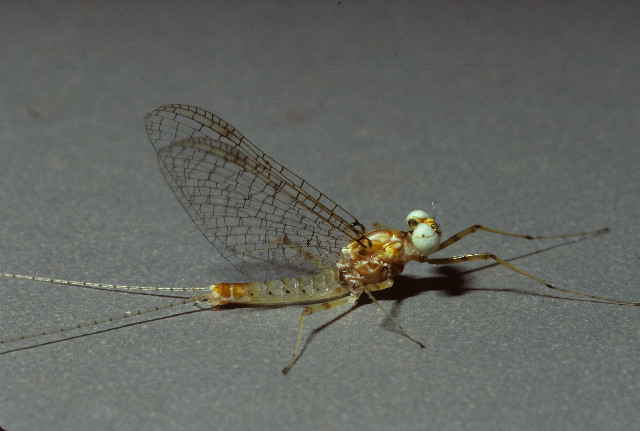